# Mallory de la Villemarqué
Mallory de la Villemarqué est un kitesurfeur professionnel français, né le 16 juillet 1987 en Guadeloupe.

## Carrière
Il découvre les sports de glisse dans les eaux de la Caraïbe. 
Champion de France en 2004 et 2006, il participe aux épreuves du championnat du monde PKRA, où il se fait remarquer, ainsi qu'au championnat de france. Sponsorisé par TAKOON kiteboarding. Il vit aujourd'hui entre Cannes, Tarifa et Hawaii où il peut s'entrainer régulièrement.